# 봉화 선성김씨 빈동재사
봉화 선성김씨 빈동재사(奉化 宣城金氏 賓洞齋舍)는 대한민국 경상북도 봉화군 봉화읍 문단리에 있는, 조선 세종 때의 문신인 김담(1416∼1464) 선생의 묘소를 지키기 위해 묘 아래에 영조 29년(1753)에 지은 건물이다.

## 문화재 지정 경위
1991년 5월 14일 경상북도의 민속문화재 제97호로 지정되었고, 2017년 4월 27일 대한민국의 국가민속문화재 지정 예고를 거쳐 2017년 6월 29일 대한민국의 국가민속문화재 제292호로 지정되었다.

## 개요
조선 세종 때의 문신인 김담(1416∼1464) 선생의 묘소를 지키기 위해 묘 아래에 영조 29년(1753)에 지은 건물이다. 선생의 호는 무송헌이며 20세에 벼슬길에 올라 여러 관직을 지냈다. 특히 천문학에 밝아 왕명에 의해 조선 역학의 기본이 된 우리나라 최초의 역법서인『칠정산외편』을 만들었다.
재사는 앞면 5칸으로 왼쪽 둘째칸에 대문을 달았고 문간의 왼쪽에 직각으로 누 4칸을 꾸몄다.
창틀의 구조 및 벽에 설치된 조명시설 등 우리나라 옛 생활과 관련된 양식이 잘 남아 있어 한국 건축사 연구에 좋은 자료가 되는 건물이다.

## 국가민속문화재 지정 사유
「봉화 선성김씨 빈동재사」는 조선 세종 대의 천문학 발달에 중요한 역할을 담당했던 당대 최고의 천문학자 선성김씨 7대손 김담(金淡, 1416~1464) 선생의 묘지를 수호하기 위한 재사로, 최초 창건 년대는 알 수 없으며 1753년에 중건되었다.
안동문화권에서 집중적으로 나타나고 있는 口자형 중에서 측면에 누를 둔 재사로, 구조 양식적으로 중건한 시기에 주로 나타나는 기단, 창호, 지붕 형식 등이 잘 보존되어 있으며, 특히 코쿨․흙등잔대 등은 희소가치가 있고 재사건축의 양식사에 중요한 의미를 갖고 있는 귀중한 자료이다.
조상의 묘소를 수호하는 재사를 문중에서 관리하고, 전통적인 제례 중의 하나인 묘사를 문중 차원에서 그대로 전승하고 있다. 문중 차원에서 이러한 문화를 계승하려는 의지가 강하여 "선성김씨삼소운영위원회(宣城金氏三所運營委員會)"를 통하여 관리하고 있다.
봉화 선성김씨 빈동재사는 재사가 갖는 역사·문화적인 의미를 담은 공간으로서 조건을 갖추고 있어 국가민속문화재 지정 요건에 필요한 역사성·학술성을 기본적으로 갖추었다.

## 같이 보기
- 김담
- 칠정산외편

## 참고 자료
- 봉화 선성김씨 빈동재사 - 국가유산청 국가유산포털